# Jannat Makan
Jannat Makān (farsi جنت مكان) è una città dello shahrestān di Gotvand, circoscrizione Centrale, nella provincia del Khūzestān. Aveva, nel 2006, una popolazione di 5.893 abitanti.